# Retórica a Alexandre
A Retórica a Alexandre (também amplamente conhecida por seu título em latim: Rhetorica ad Alexandrum; em grego clássico Τέχνη ῥητορική) é um tratado tradicionalmente atribuído a Aristóteles. Acredita-se, hoje em dia, que seja, em realidade, um trabalho de Anaxímenes de Lâmpsaco. Quintiliano parece se referir a este trabalho sob o nome de Anaximenes na Institutos de Oratória, como o filólogo renascentista Piero Vettori primeiramente reconheceu. Essa atribuição, contudo, foi discutida por alguns acadêmicos. Como o único manual completo de retórica ainda sobrevivente do mundo grego antigo, a Retórica a Alexandre fornece um olhar inestimável ao universo retórico com que Aristóteles convivia.

## Traduções em português
- ARISTÓTELES. Retórica a Alexandre. Tradução do grego e notas de Edson BINI. São Paulo: Edipro, 2012. 128p. ISBN: 9788572837798